# Tuyên ngôn độc lập Hoa Kỳ
Tuyên ngôn độc lập của Hoa Kỳ là tuyên bố được thông qua bởi cuộc họp của Đệ nhị Quốc hội Lục địa tại Tòa nhà bang Pennsylvania (nay là Independence Hall) ở Philadelphia, Pennsylvania vào ngày 4 tháng 7 năm 1776. Tuyên ngôn này tuyên bố rằng Mười ba thuộc địa trong tình trạng chiến tranh với Vương quốc Liên hiệp Anh sẽ coi mình là mười ba quốc gia độc lập có chủ quyền, không còn dưới sự cai trị của người Anh và nước Anh. Với Tuyên ngôn độc lập, các quốc gia mới này đã thực hiện bước đầu tiên tập thể để hình thành Hợp chúng quốc Hoa Kỳ. Tuyên ngôn được ký bởi các đại diện từ New Hampshire, vịnh Massachusetts, Rhode Island, Connecticut, New York, New Jersey, Pennsylvania, Maryland, Delaware, Virginia, Bắc Carolina, Nam Carolina và Georgia.
Nghị quyết Lee về độc lập đã được thông qua vào ngày 2 tháng 7 mà không có phiếu chống đối. Hội đồng Năm đã soạn thảo Tuyên ngôn để sẵn sàng khi Quốc hội bỏ phiếu độc lập. John Adams, một nhà lãnh đạo thúc đẩy độc lập, đã thuyết phục ủy ban chọn Thomas Jefferson để soạn thảo bản thảo gốc của tài liệu, mà Quốc hội chỉnh sửa để tạo ra phiên bản cuối cùng. Tuyên ngôn là một lời giải thích chính thức về lý do tại sao Quốc hội đã bỏ phiếu tuyên bố độc lập khỏi Vương quốc Anh, hơn một năm sau khi Chiến tranh Cách mạng Mỹ nổ ra. Adams đã viết thư cho vợ Abigail như sau: "Ngày thứ hai của tháng 7 năm 1776, sẽ là Kỷ nguyên đáng nhớ nhất, trong Lịch sử Hoa Kỳ" - mặc dù Ngày Độc lập thực sự được tổ chức vào ngày 4 tháng 7, ngày mà Chữ nghĩa của Tuyên ngôn Độc lập đã được phê duyệt.
Sau khi phê chuẩn văn bản vào ngày 4 tháng 7, Quốc hội đã ban hành Tuyên ngôn độc lập dưới nhiều hình thức. Ban đầu nó được xuất bản dưới dạng bản in Dunlap được phát hành rộng rãi và đọc cho công chúng. Bản sao nguồn được sử dụng cho việc in ấn này đã bị mất và có thể là bản sao trong tay Thomas Jefferson. Bản nháp gốc của Jefferson được lưu giữ tại Thư viện Quốc hội, được hiệu chỉnh với những thay đổi được thực hiện bởi John Adams và Benjamin Franklin, cũng như các ghi chú của Jefferson về những thay đổi được thực hiện bởi Quốc hội. Phiên bản nổi tiếng nhất của Tuyên bố là một bản sao đã ký được trưng bày tại Cục Lưu trữ Quốc gia ở Washington, D.C., và được coi là tài liệu chính thức. Bản sao bằng chữ to này (bản hoàn chỉnh, bản sao thư pháp) đã được Quốc hội đặt hàng vào ngày 19 tháng 7 và ký chủ yếu vào ngày 2 tháng 8.
Các nguồn và giải thích của Tuyên bố đã là chủ đề của nhiều cuộc điều tra học thuật. Tuyên bố biện minh cho sự độc lập của Hoa Kỳ bằng cách liệt kê 27 bất bình của thuộc địa chống lại Vua George III và bằng cách khẳng định một số quyền tự nhiên và pháp lý, bao gồm cả quyền cách mạng. Mục đích ban đầu của nó là tuyên bố độc lập, và các tài liệu tham khảo về văn bản của Tuyên bố là rất ít trong những năm tiếp theo. Abraham Lincoln đã biến nó thành trung tâm của các chính sách và tài hùng biện của mình, như trong Diễn văn Gettysburg năm 1863. Kể từ đó, nó đã trở thành một tuyên bố nổi tiếng về quyền con người, đặc biệt là câu thứ hai:
Chúng tôi khẳng định những chân lý này là hiển nhiên, mọi người sinh ra đều bình đẳng, họ được Tạo hoá ban cho một số quyền tất yếu bất khả xâm phạm, trong đó có quyền sống, quyền tự do và quyền mưu cầu hạnh phúc.
Đây được gọi là "một trong những câu nổi tiếng nhất trong tiếng Anh", có chứa "những từ có tiềm năng và hệ quả nhất trong lịch sử Hoa Kỳ". Đoạn văn đã thể hiện một tiêu chuẩn đạo đức mà Hoa Kỳ nên phấn đấu. Quan điểm này được Lincoln đề cao một cách đáng chú ý, người coi Tuyên ngôn là nền tảng của triết lý chính trị của mình và cho rằng đó là một tuyên bố về các nguyên tắc mà theo đó Hiến pháp Hoa Kỳ nên được giải thích.
Tuyên ngôn độc lập đã truyền cảm hứng cho nhiều tài liệu tương tự ở các quốc gia khác, lần đầu tiên là Tuyên ngôn 1789 của nước Bỉ thống nhất được ban hành trong cuộc Cách mạng Brabant ở Hà Lan thuộc Áo. Nó cũng là mô hình chính cho nhiều tuyên bố độc lập ở châu Âu và châu Mỹ Latinh, cũng như châu Phi (Liberia) và Châu Đại Dương (New Zealand) trong nửa đầu thế kỷ 19.

## Ảnh hưởng và tình trạng pháp lý

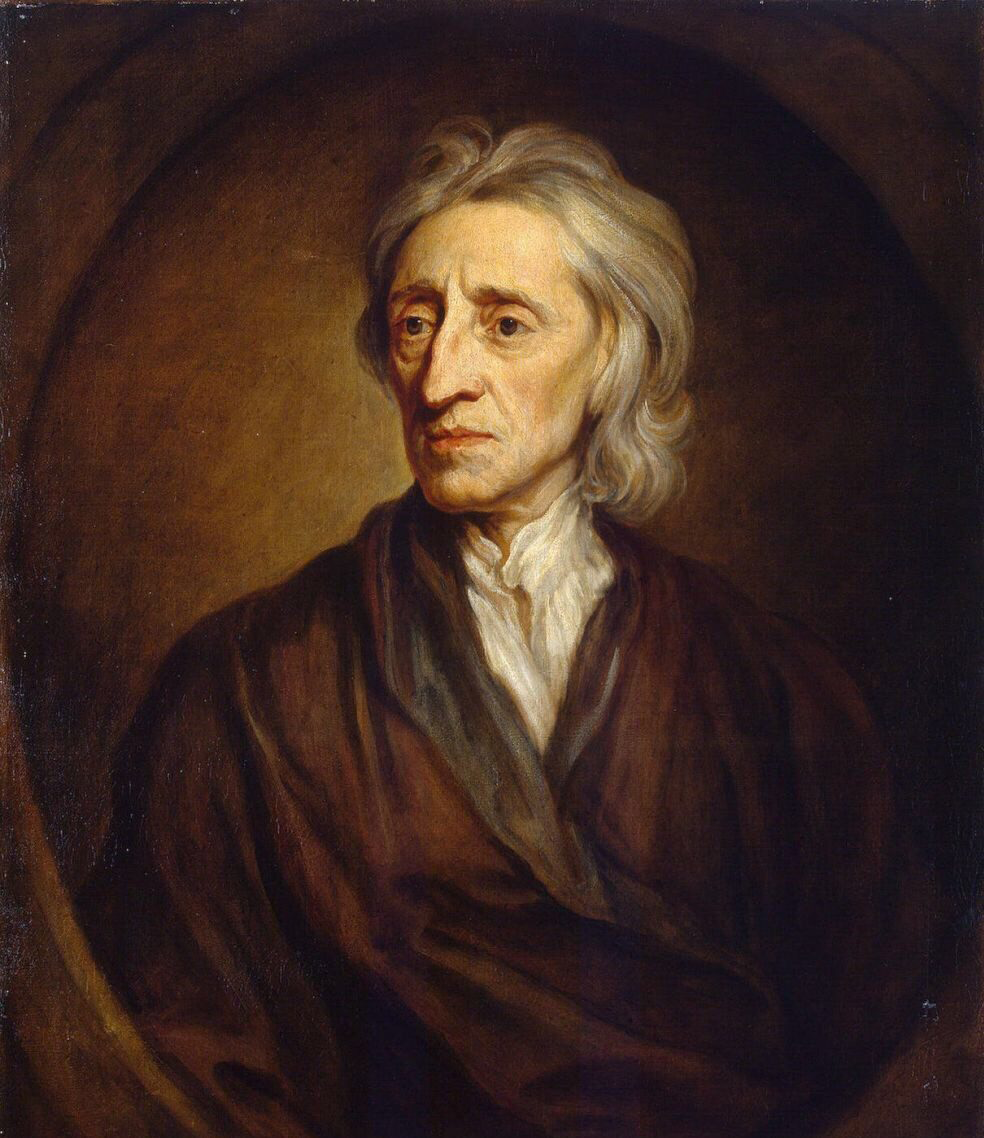
Triết gia chính trị người Anh John Locke (1632–1704)

## Ký kết

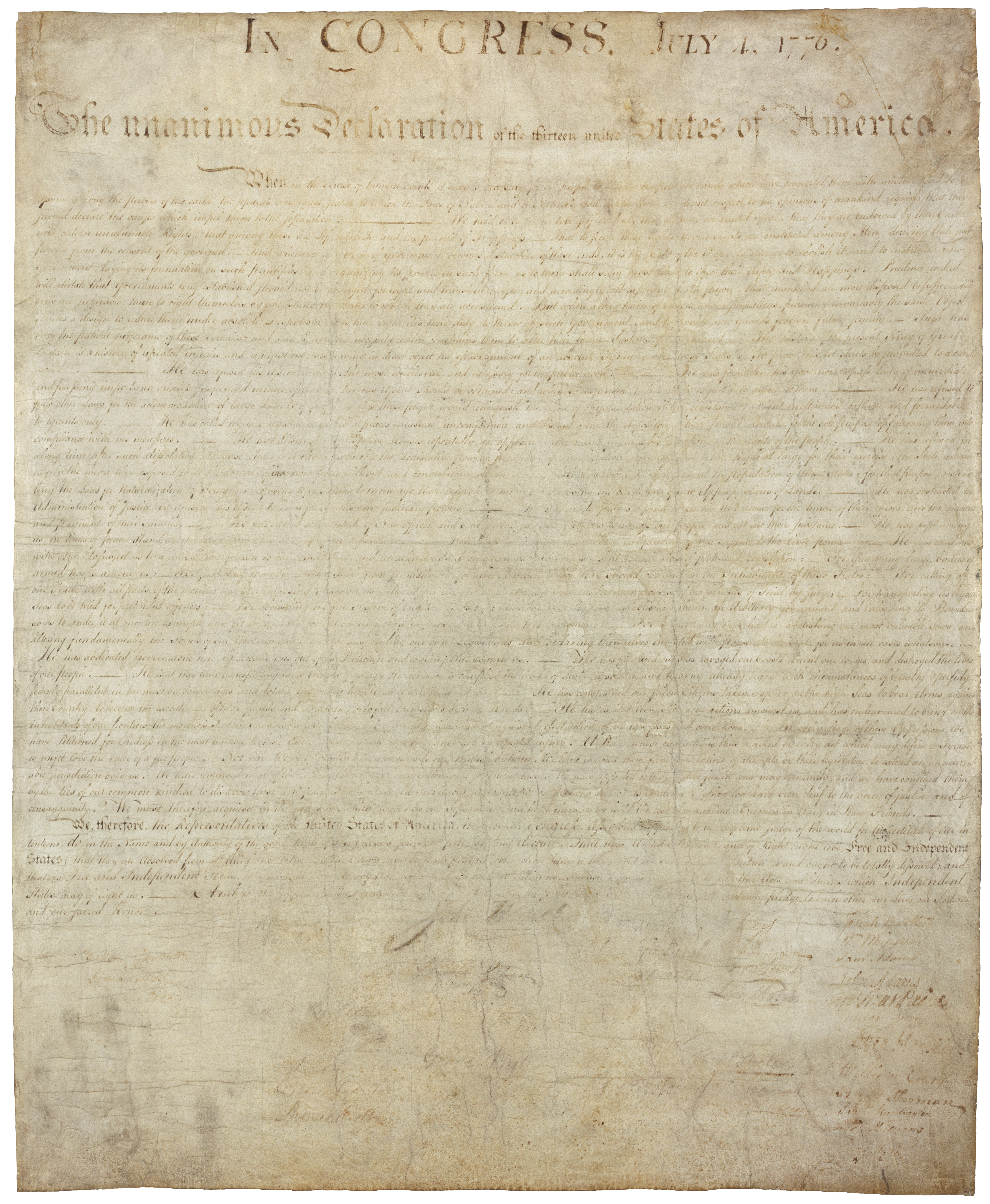
Bản sao đã ký của Tuyên ngôn hiện đã bị phai mờ vì các hoạt động bảo quản kém trong thế kỷ 19. Nó được trưng bày tại Cục Lưu trữ quốc gia ở Washington, D.C.

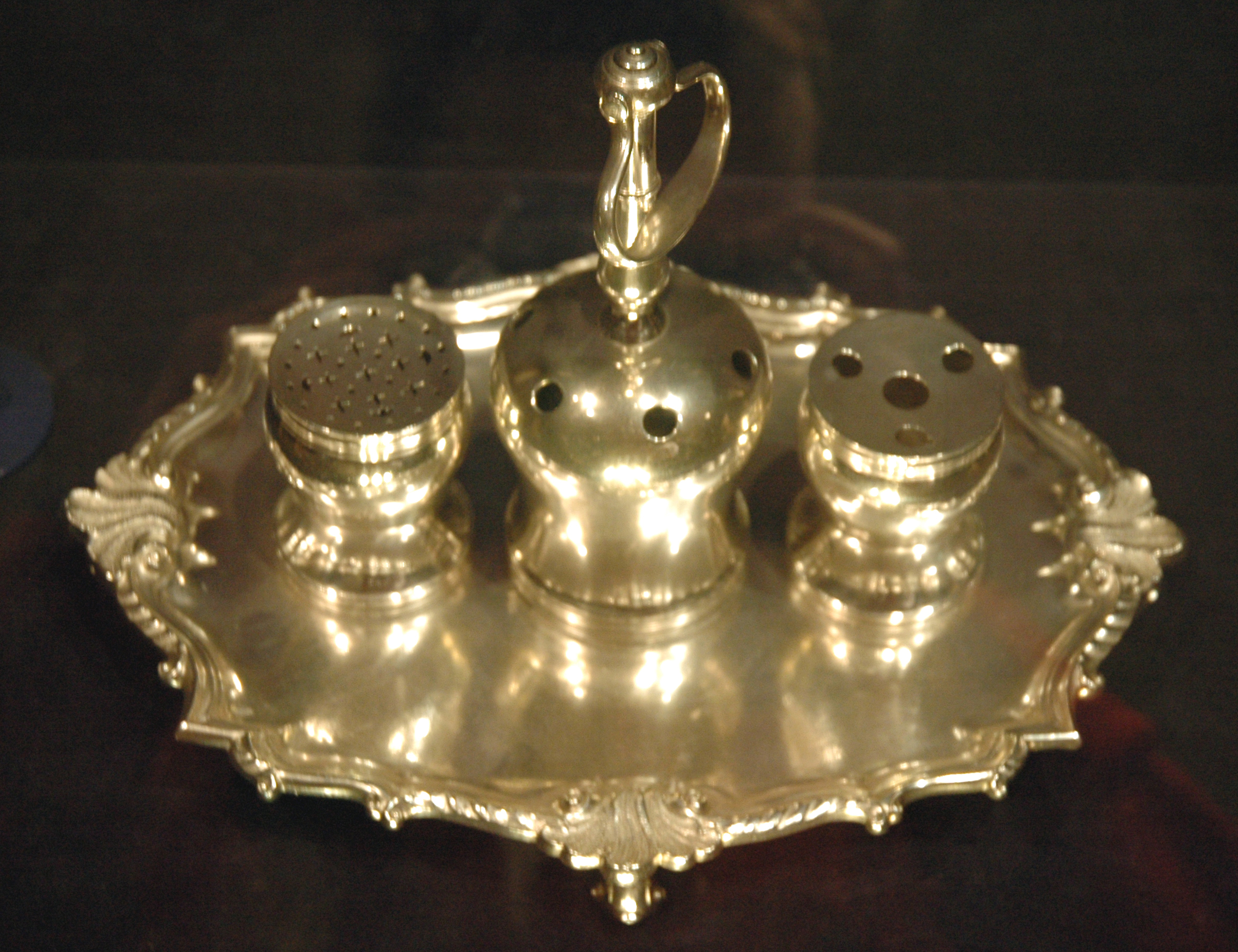
Giá để bút mực Syng đã được sử dụng trong cả việc ký Tuyên ngôn và ký Hiến pháp Hoa Kỳ năm 1787.

Vào ngày 4 tháng 7 năm 1776, chữ ký của Chủ tịch Quốc hội Lục địa John Hancock đã chứng thực Tuyên ngôn Độc lập Hoa Kỳ.

## Công bố và phản ứng

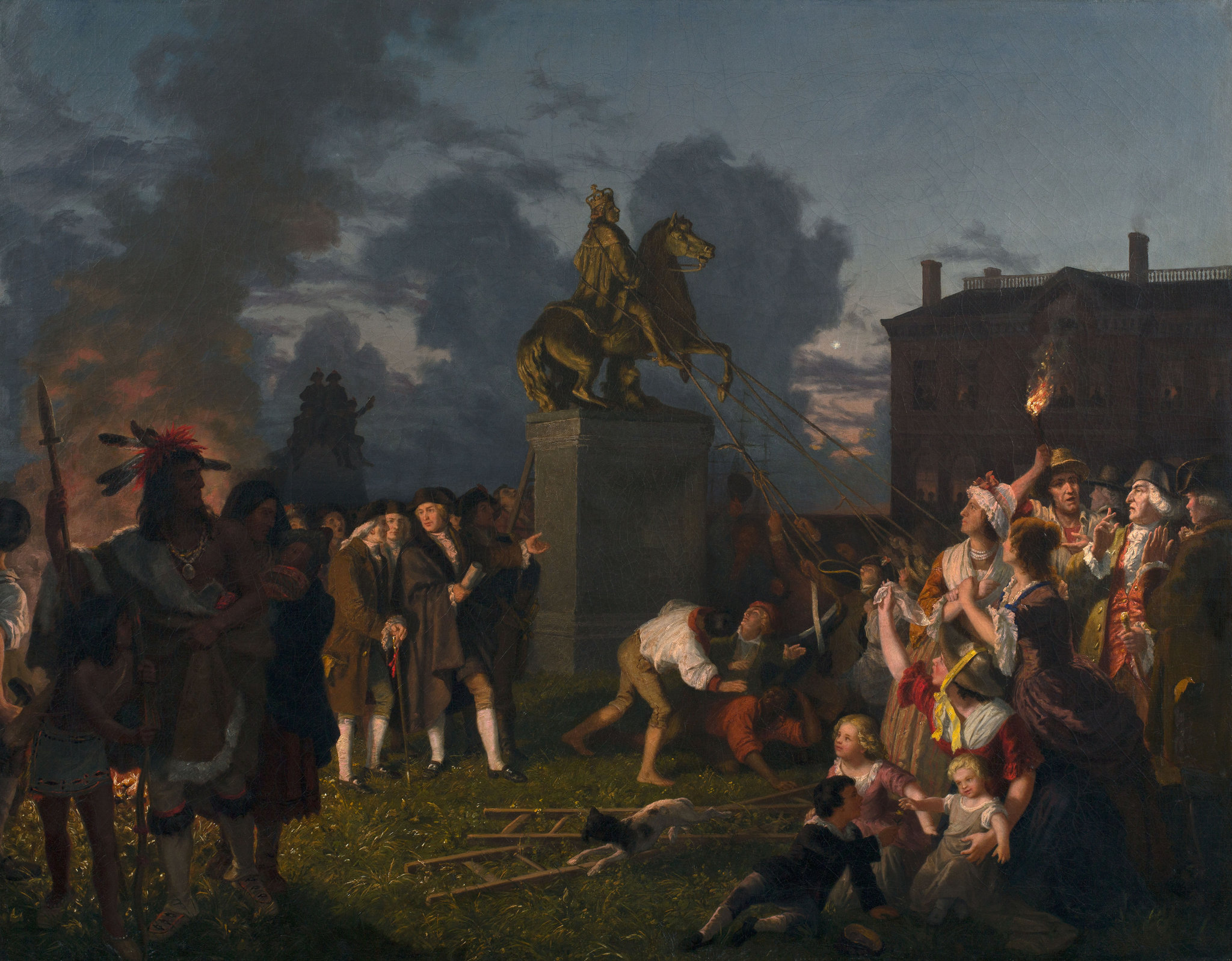
Bức tranh Kéo đổ Tượng Vua George III, N.Y.C., ca. Năm 1859 của Julian Adam Simon Oertel, mô tả công dân phá hủy một bức tượng của Vua George sau khi Tuyên ngôn được đọc tại thành phố New York vào ngày 9 tháng 7 năm 1776.

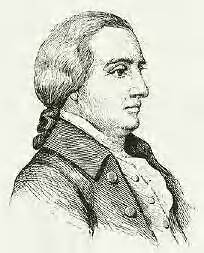
William Whipple, người ký Tuyên ngôn độc lập, giải phóng nô lệ của mình vì tin rằng ông không thể vừa đấu tranh cho tự do vừa sở hữu nô lệ.

## Lịch sử của các tài liệu

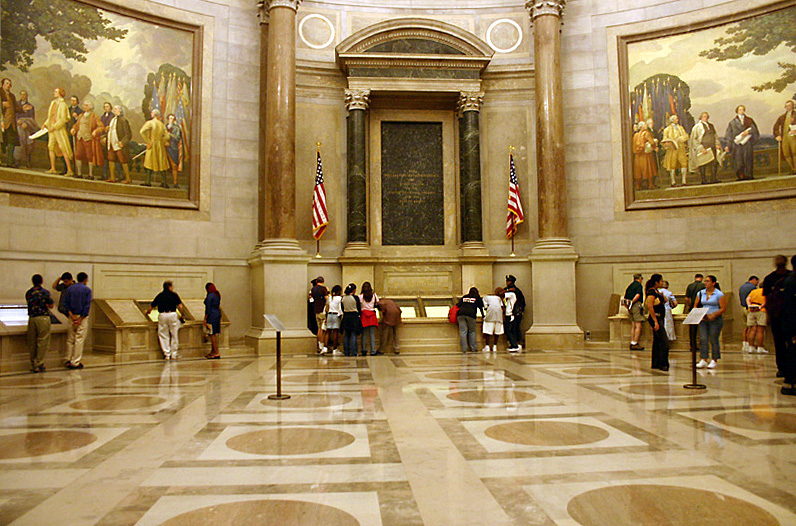
Phòng hình vòm cho Hiến chương Tự do trong tòa nhà Lưu trữ Quốc gia

## Bối cảnh
Hãy tin tôi, thưa ông: không có một người đàn ông ở đế quốc Anh nào yêu mối liên kết với Anh một cách chân thành như tôi. Nhưng, bởi Chúa đã tạo ra tôi, tôi thà chết chứ không nhượng bộ các điều khoản như Quốc hội Anh đề xuất; và tôi nghĩ rằng tôi đã nói lên ý kiến của nước Mỹ.— Thomas Jefferson, ngày 29 tháng 11 năm 1775

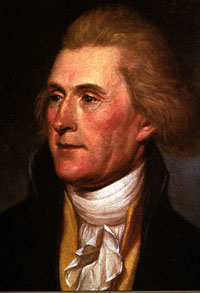
Thomas Jefferson, tác giả chính của Tuyên ngôn độc lập

Vào thời điểm Tuyên ngôn Độc lập được thông qua vào tháng 7 năm 1776, Mười ba thuộc địa và Vương quốc Anh đã có chiến tranh trong hơn một năm. Mối quan hệ đã xấu đi giữa các thuộc địa và nước mẹ kể từ năm 1763. Quốc hội ban hành một loạt các biện pháp để tăng doanh thu từ các thuộc địa, như Đạo luật tem năm 1765 và Đạo luật Townshend năm 1767. Quốc hội tin rằng những hành vi này là một biện pháp hợp pháp về việc các thuộc địa phải trả phần chi phí hợp lý của họ để giữ họ nằm trong Đế quốc Anh.
Tuy nhiên, nhiều người dân thuộc địa đã phát triển một quan niệm khác về đế quốc. Các thuộc địa không được đại diện trực tiếp trong Nghị viện và thực dân cho rằng Nghị viện không có quyền đánh thuế đối với họ. Tranh chấp về thuế này là một phần của sự khác biệt lớn hơn giữa các diễn giải của Anh và Mỹ về Hiến pháp Anh và phạm vi quyền lực của Nghị viện tại các thuộc địa. Quan điểm chính thống của Anh, có từ Cách mạng Vinh quang năm 1688, là Nghị viện là cơ quan quyền lực tối cao trên toàn đế quốc, và theo định nghĩa, bất cứ điều gì mà Nghị viện làm đều là hiến pháp. Tuy nhiên, tại các thuộc địa, ý tưởng đã phát triển rằng Hiến pháp Anh công nhận một số quyền cơ bản nhất định mà không chính phủ nào có thể vi phạm, ngay cả Nghị viện. Sau Đạo luật Townshend, một số nhà tiểu luận thậm chí bắt đầu đặt câu hỏi liệu Quốc hội có quyền tài phán hợp pháp nào ở các thuộc địa hay không. Dự đoán sự sắp xếp của Khối thịnh vượng chung Anh, trước năm 1774 nhà văn Mỹ như Samuel Adams, James Wilson, và Thomas Jefferson đang tranh luận rằng Nghị viện chỉ là cơ quan lập pháp của Vương quốc Anh, và rằng các thuộc địa, có cơ quan lập pháp riêng, là kết nối với phần còn lại của đế chế chỉ thông qua lòng trung thành của họ với Vương miện.

### Triệu tập Đại hội
Vấn đề thẩm quyền của Nghị viện ở các thuộc địa đã trở thành một cuộc khủng hoảng sau khi Nghị viện thông qua Đạo luật cưỡng chế (được gọi là Đạo luật Không thể dung thứ ở các thuộc địa) vào năm 1774 để trừng phạt những kẻ thực dân vì vụ Gaspee năm 1772 và Tiệc trà Boston năm 1773. Đạo luật cưỡng chế là vi phạm Hiến pháp Anh và do đó là mối đe dọa đối với quyền tự do của tất cả các thuộc địa Mỹ, vì vậy Quốc hội Lục địa đầu tiên đã triệu tập tại Philadelphia vào tháng 9 năm 1774 để phối hợp trả lời. Quốc hội đã tổ chức tẩy chay hàng hóa của Anh và kiến nghị nhà vua bãi bỏ các Đạo luật trên. Các biện pháp này đã không thành công vì Vua George và Thủ tướng, Bá tước North đã quyết tâm thực thi quyền tối cao của quốc hội tại Mỹ. Như nhà vua đã viết cho North vào tháng 11 năm 1774, "những cú đánh phải quyết định, họ phải chịu sự chi phối của đất nước này hoặc độc lập".
Hầu hết những người dân thuộc địa vẫn hy vọng hòa giải với Vương quốc Anh, ngay cả sau khi giao tranh bắt đầu trong Chiến tranh Cách mạng Hoa Kỳ tại Lexington và Concord vào tháng 4 năm 1775. Đệ Nhị Quốc hội Lục địa được triệu tập tại Tòa nhà bang Pennsylvania ở Philadelphia vào tháng 5 năm 1775 và một số đại biểu hy vọng độc lập cuối cùng, nhưng không ai ủng hộ tuyên bố đó. Nhiều người dân thuộc địa không còn tin rằng Quốc hội có bất kỳ chủ quyền nào đối với họ, nhưng họ vẫn tuyên bố trung thành với Vua George, người mà họ hy vọng sẽ thay mặt họ. Họ đã thất vọng vào cuối năm 1775 khi nhà vua từ chối kiến nghị thứ hai của Quốc hội, đưa ra Tuyên ngôn nổi loạn và tuyên bố trước Quốc hội vào ngày 26 tháng 10 rằng ông đang xem xét "đề nghị hỗ trợ nước ngoài một cách thân thiện" để đàn áp cuộc nổi loạn. Một nhóm thiểu số thân Mỹ trong Quốc hội cảnh báo rằng chính phủ đang đẩy thực dân tiến tới độc lập.

## Hướng tới độc lập
Cuốn sách nhỏ của Thomas Paine, Lẽ Thông Thường được xuất bản vào tháng 1 năm 1776, ngay khi các thuộc địa thấy rõ rằng nhà vua không có khuynh hướng hành động như một hòa giải viên. Paine chỉ vừa mới đến các thuộc địa từ Anh, và ông lập luận ủng hộ độc lập thuộc địa, ủng hộ chủ nghĩa cộng hòa như là một thay thế cho chế độ quân chủ và cai trị. Lẽ Thông Thường đã đưa ra một trường hợp đầy thuyết phục và sôi nổi về giành độc lập, chưa được xem xét nghiêm túc về mặt trí tuệ ở các thuộc địa của Mỹ. Paine kết nối độc lập với niềm tin Tin lành như một phương tiện để thể hiện bản sắc chính trị rõ rệt của Mỹ, do đó kích thích tranh luận công khai về một chủ đề mà trước đây ít ai dám thảo luận công khai, và sự ủng hộ của công chúng về việc tách khỏi Vương quốc Anh tăng dần sau khi xuất bản.

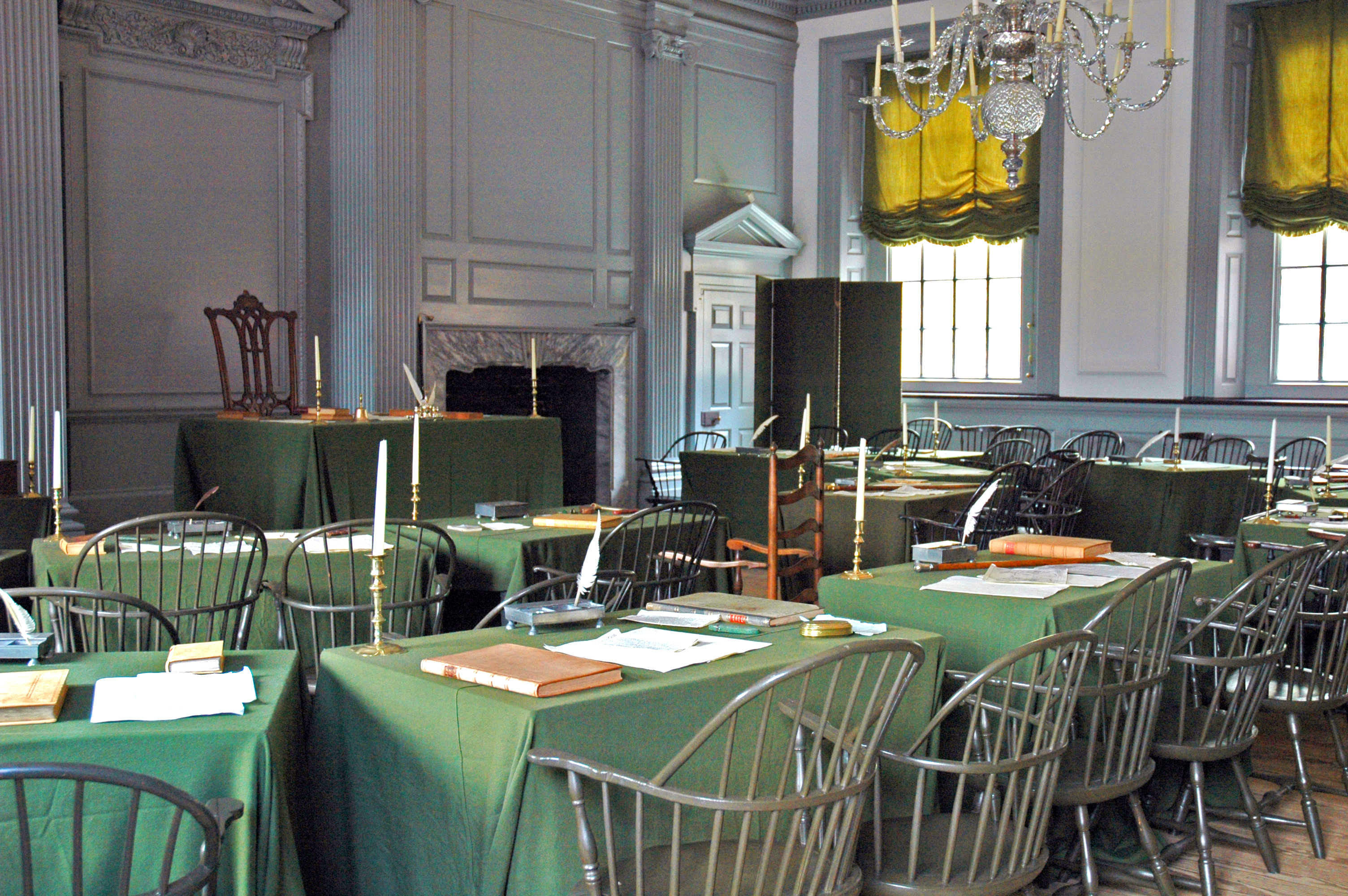
Phòng hội nghị ở Hội trường Độc lập của Philadelphia, nơi Đại hội lục địa lần thứ hai thông qua Tuyên ngôn độc lập

Một số người thực dân vẫn giữ hy vọng hòa giải, nhưng sự phát triển vào đầu năm 1776 càng củng cố thêm sự ủng hộ của công chúng cho nền độc lập. Vào tháng 2 năm 1776, những người dân thuộc địa biết được thông qua Đạo luật ngăn cấm của Quốc hội, nơi đã thiết lập một cuộc phong tỏa các cảng của Mỹ và tuyên bố tàu Mỹ là tàu của kẻ thù. John Adams, một người ủng hộ độc lập mạnh mẽ, tin rằng Nghị viện đã tuyên bố độc lập một cách hiệu quả trước khi Quốc hội có thể. Adams đã gán cho Đạo luật Ngăn cấm là "Đạo luật Độc lập", gọi đó là "Sự chia cắt hoàn hảo của Đế quốc Anh". Sự ủng hộ tuyên bố độc lập thậm chí còn tăng lên khi được xác nhận rằng Vua George đã thuê lính đánh thuê người Đức sử dụng để chống lại người Mỹ.
Mặc dù sự ủng hộ quần chúng ngày càng tăng đối với việc độc lập, Quốc hội thiếu thẩm quyền rõ ràng để tuyên bố. Các đại biểu đã được bầu vào Quốc hội bởi 13 chính phủ khác nhau, bao gồm các công ước ngoại khóa, ủy ban đặc biệt và các hội đồng được bầu, và họ bị ràng buộc bởi các chỉ thị dành cho họ. Bất kể ý kiến cá nhân của họ, các đại biểu không thể bỏ phiếu để tuyên bố độc lập trừ khi có chỉ thị cho phép một hành động như vậy. Trên thực tế, một số thuộc địa đã cấm các đại biểu của họ thực hiện bất kỳ bước nào để tách khỏi Vương quốc Anh, trong khi các phái đoàn khác có những chỉ dẫn mơ hồ về vấn đề này;, do đó, những người ủng hộ độc lập đã tìm cách sửa đổi các chỉ thị của Quốc hội. Để Quốc hội tuyên bố độc lập, đa số các phái đoàn sẽ cần ủy quyền bỏ phiếu cho nó, và ít nhất một chính quyền thuộc địa sẽ cần chỉ thị cụ thể cho phái đoàn của mình đề xuất tuyên bố độc lập tại Quốc hội. Từ tháng 4 đến tháng 7 năm 1776, một "cuộc chiến chính trị phức tạp" đã được tiến hành để mang lại điều này.

### Sửa đổi chỉ thị
Trong chiến dịch sửa đổi các hướng dẫn của Quốc hội, nhiều người Mỹ chính thức bày tỏ sự ủng hộ của họ đối với việc tách khỏi Vương quốc Anh trong những tuyên bố độc lập của bang và địa phương một cách hiệu quả. Nhà sử học Pauline Maier xác định hơn chín mươi tuyên bố như vậy được ban hành trong suốt mười ba thuộc địa từ tháng 4 đến tháng 7 năm 1776. Những "tuyên bố" này có nhiều hình thức. Một số là các hướng dẫn chính thức bằng văn bản cho các phái đoàn của Quốc hội, chẳng hạn như các Nghị quyết Halifax ngày 12 tháng 4, trong đó Bắc Carolina trở thành thuộc địa đầu tiên ủy quyền rõ ràng cho các đại biểu của mình bỏ phiếu độc lập. Những người khác là các hành động lập pháp chính thức chấm dứt sự cai trị của Anh tại các thuộc địa riêng lẻ, chẳng hạn như cơ quan lập pháp Rhode Island tuyên bố độc lập khỏi Vương quốc Anh vào ngày 4 tháng 5, thuộc địa đầu tiên làm như vậy. Nhiều "tuyên ngôn" là các nghị quyết được thông qua tại các cuộc họp của thị trấn hoặc quận nhằm hỗ trợ cho việc độc lập. Một số ít xuất hiện dưới hình thức chỉ thị của bồi thẩm đoàn, chẳng hạn như tuyên bố được đưa ra vào ngày 23 tháng 4 năm 1776, bởi Chánh án William Henry Drayton ở Nam Carolina: "luật đất đai cho phép tôi tuyên bố... rằng George Đệ tam, Vua của Vương quốc Anh... không có thẩm quyền đối với chúng tôi và chúng tôi không phải vâng lời ông ta. " Hầu hết các tuyên bố này hiện không rõ ràng và đã bị lu mờ bởi tuyên bố được Quốc hội phê chuẩn vào ngày 2 tháng 7 và ký ngày 4 tháng 7.
Một số thuộc địa đã kìm chế koi sự độc lập được tán thành. Kháng chiến tập trung ở các thuộc địa miền Trung gồm New York, New Jersey, Maryland, Pennsylvania và Delaware. Những người ủng hộ độc lập coi Pennsylvania là nơi cốt yếu; nếu thuộc địa đó chuyển sang ủng hộ độc lập, người ta tin rằng những thuộc địa khác sẽ làm theo. Tuy nhiên, vào ngày 1 tháng 5, những người phản đối độc lập vẫn giữ quyền kiểm soát Hội đồng Pennsylvania trong một cuộc bầu cử đặc biệt tập trung vào vấn đề độc lập. Đáp lại, Quốc hội đã thông qua một nghị quyết vào ngày 10 tháng 5 đã được thúc đẩy bởi John Adams và Richard Henry Lee, kêu gọi các thuộc địa không có "chính phủ đủ để giải quyết vấn đề của họ" để thông qua các chính phủ mới. Nghị quyết đã được nhất trí thông qua, và thậm chí còn được John Dickinson, lãnh đạo phe chống độc lập tại Quốc hội ủng hộ, người tin rằng nó không ảnh hưởng đến thuộc địa của mình.

### Lời mở đầu ngày 15 tháng 5
—John Adams, 15 tháng 5 năm 1776
Theo thông lệ, Quốc hội đã chỉ định một ủy ban soạn thảo một lời mở đầu để giải thích mục đích của nghị quyết. John Adams đã viết lời mở đầu, trong đó tuyên bố rằng vì Vua George đã từ chối hòa giải và đang thuê lính đánh thuê nước ngoài sử dụng để chống lại các thuộc địa, "cần phải thực thi mọi loại quyền lực dưới vương miện nói trên".] Lời mở đầu của Adams là nhằm khuyến khích sự lật đổ của chính phủ Pennsylvania và Maryland, nơi vẫn thuộc quyền quản lý độc quyền. Quốc hội đã thông qua lời mở đầu vào ngày 15 tháng 5 sau nhiều ngày tranh luận, nhưng bốn trong số các thuộc địa giữa đã bỏ phiếu chống lại nó, và phái đoàn Maryland đã đi biểu tình. Adams coi lời mở đầu ngày 15 tháng 5 của mình là một tuyên bố độc lập của Mỹ, mặc dù một tuyên bố chính thức vẫn sẽ phải được thực hiện.

### Nghị quyết của Lee
Cùng ngày mà Quốc hội đã thông qua lời mở đầu cực đoan của Adams, Công ước Virginia đã tạo tiền đề cho một tuyên bố độc lập chính thức của Quốc hội. Vào ngày 15 tháng 5, Công ước đã chỉ thị cho phái đoàn quốc hội của Virginia "đề xuất với cơ quan đáng kính đó tuyên bố các Bang tự do và độc lập của Hoa Kỳ, được miễn trừ khỏi mọi sự trung thành hoặc phụ thuộc vào Vương miện hoặc Nghị viện của Vương quốc Anh". Theo các hướng dẫn đó, Richard Henry Lee của Virginia đã trình bày nghị quyết gồm ba phần trước Quốc hội vào ngày 7 tháng 6 Đề xuất đã được John Adams tán thành, kêu gọi Quốc hội tuyên bố độc lập, hình thành các liên minh nước ngoài và chuẩn bị một kế hoạch của liên minh thuộc địa. Một phần của nghị quyết liên quan đến tuyên bố độc lập là:
Vấn đề đã được giải quyết, rằng các Thuộc địa Thống nhất này phải là các bang độc lập và tự do, rằng họ phải được miễn trừ khỏi mọi sự trung thành với Vương quốc Anh, và tất cả các kết nối chính trị giữa họ và Nhà nước Anh đều phải được, và nên được dẹp tan hoàn toàn.
Nghị quyết của Lee đã gặp phải sự kháng cự trong cuộc tranh luận sau đó. Những người phản đối nghị quyết thừa nhận rằng việc hòa giải là không thể xảy ra với Vương quốc Anh, trong khi lập luận rằng tuyên bố độc lập lúc bấy giờ còn quá sớm, và đảm bảo viện trợ nước ngoài nên được ưu tiên. Những người ủng hộ nghị quyết phản bác rằng các chính phủ nước ngoài sẽ không can thiệp vào một cuộc đấu tranh nội bộ của Anh, và vì vậy cần có một tuyên bố độc lập chính thức trước khi có thể xin viện trợ nước ngoài. Tất cả những gì Quốc hội cần làm đó là "tuyên bố một sự thật đã tồn tại". Các đại biểu từ Pennsylvania, Delaware, New Jersey, Maryland và New York vẫn chưa được phép bỏ phiếu độc lập, tuy nhiên, một số người trong số họ đe dọa sẽ rời Quốc hội nếu nghị quyết được thông qua. Do đó, Quốc hội đã bỏ phiếu vào ngày 10 tháng 6 để hoãn thảo luận thêm về nghị quyết của Lee trong ba tuần. Cho đến lúc đó, Quốc hội đã quyết định rằng một ủy ban nên chuẩn bị một tài liệu công bố và giải thích sự độc lập trong trường hợp nghị quyết của Lee được phê chuẩn khi nó được đưa ra một lần nữa vào tháng Bảy.

### Chú thích cuối cùng

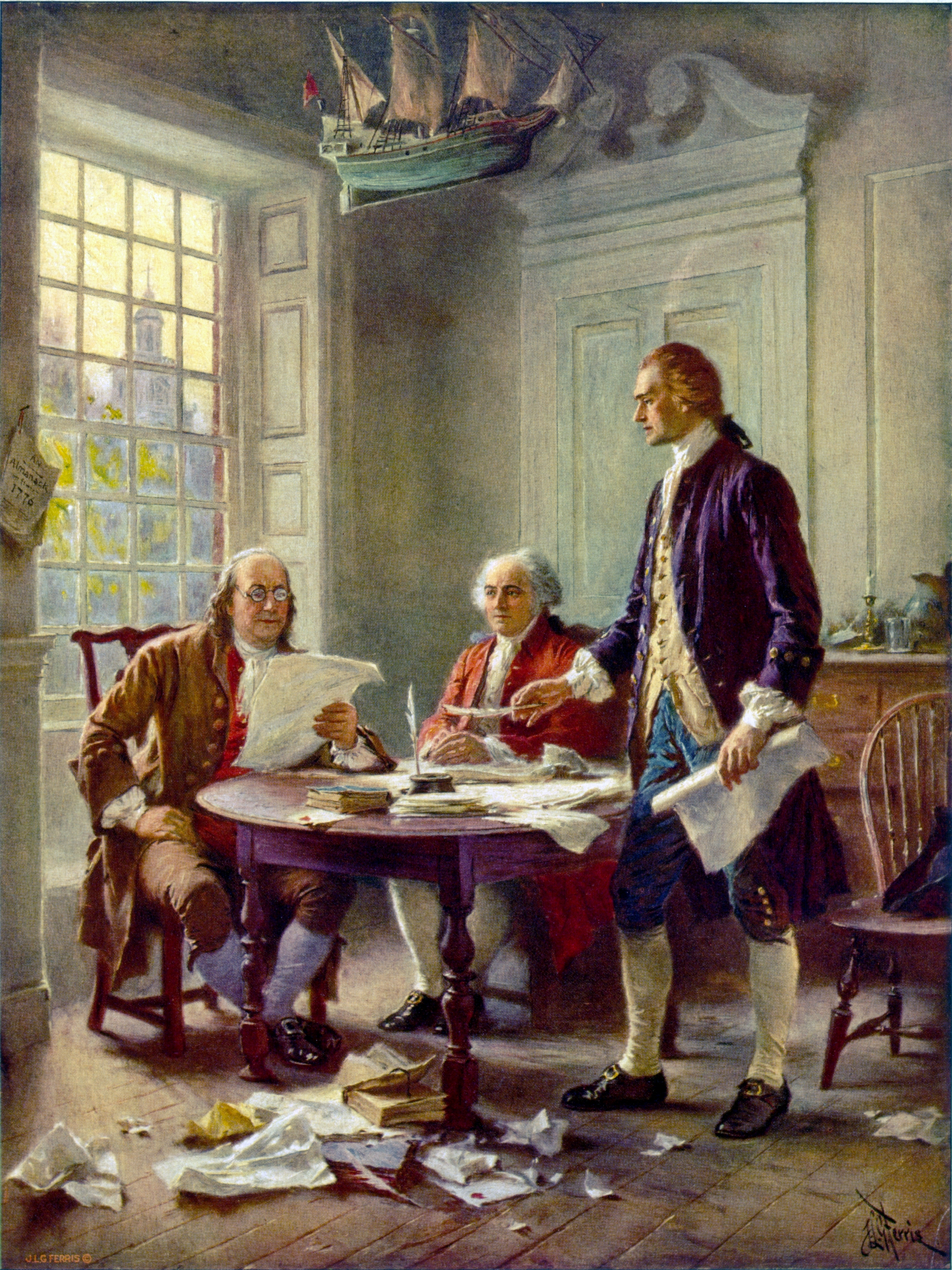
Bức họa lý tưởng hóa này tả cảnh (trái sang phải) Franklin, Adams và Jefferson đang soạn thảo Tuyên ngôn đã được in lại rộng rãi (bởi Jean Leon Gerome Ferris, 1900).

## Dự thảo và thông qua

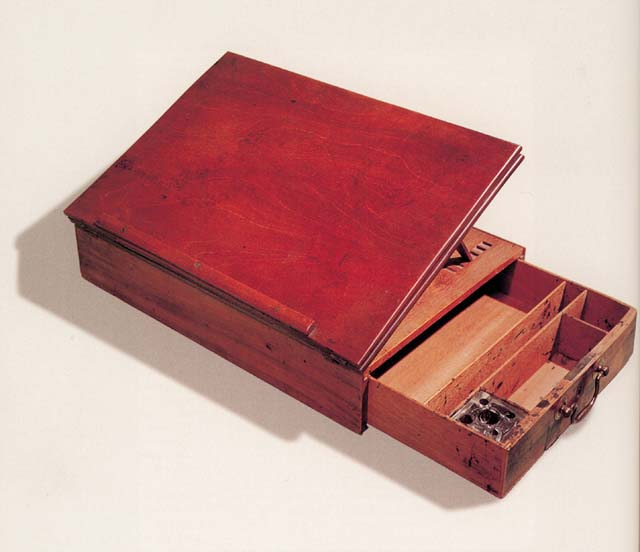
Bàn viết di động mà Jefferson dùng để soạn thảo và viết Tuyên ngôn độc lập

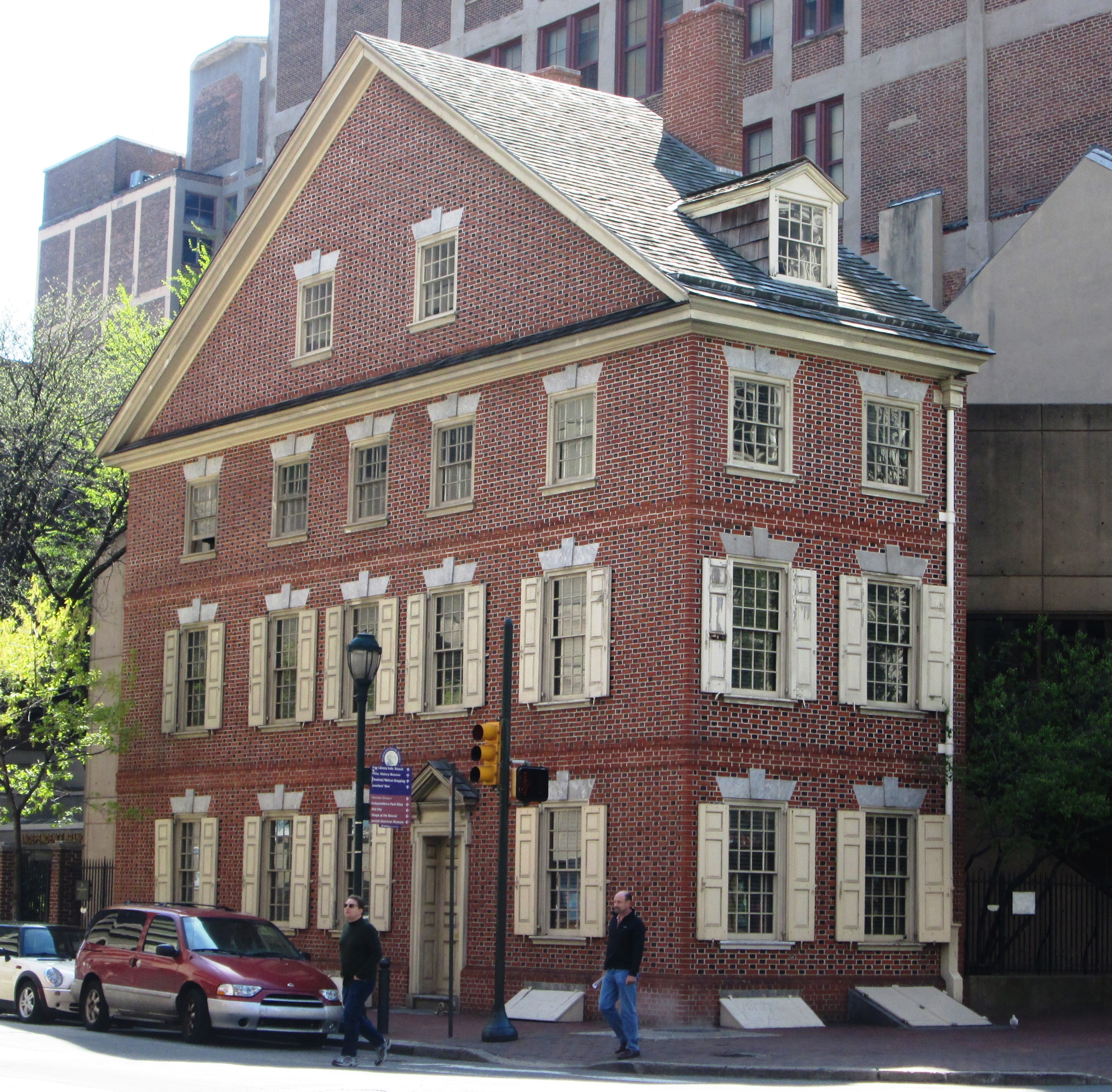
"Nhà tuyên ngôn", nhà trọ tại Chợ và đường số 7, nơi Jefferson viết Tuyên ngôn

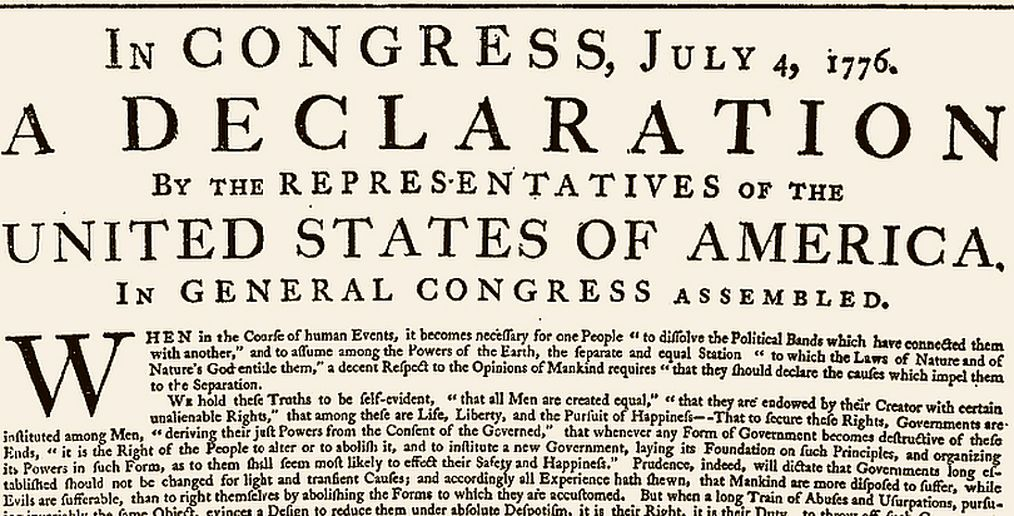
Phần mở đầu của bản in Tuyên bố gốc, được in vào ngày 4 tháng 7 năm 1776 dưới sự giám sát của Jefferson. Bản sao bằng chữ to được thực hiện sau đó (hiển thị ở đầu bài viết này). Lưu ý rằng các dòng mở đầu khác nhau giữa hai phiên bản.